# Cymodoce rubopunctata
Cymodoce rubopunctata är en kräftdjursart som först beskrevs av Grube 1864.  Cymodoce rubopunctata ingår i släktet Cymodoce och familjen klotkräftor. Inga underarter finns listade i Catalogue of Life.